# Beta Pegasi
Beta Pegasi (β Peg, β Pegasi), também conhecida como Scheat, é a segunda estrela mais brilhante da constelação de Pegasus, com uma magnitude aparente de 2,42. Forma o canto superior direito do Grande Quadrado do Pégaso, um proeminente asterismo retangular. Com em base em medições de paralaxe, está localizada a aproximadamente 196 anos-luz (60,1 parsecs) da Terra, com uma margem de erro de 2 anos-luz.
Beta Pegasi tem uma classificação estelar de M2.5 II-III, o que indica que é uma estrela de classe M cujo espectro apresenta características de uma estrela entre as fases de gigante e gigante luminosa. Tem 2,1 vezes a massa do Sol e expandiu-se para 95 vezes o raio solar, tendo uma luminosidade total 1 500 vezes maior que a do Sol. A temperatura efetiva em sua atmosfera externa é de 3 700 K, o que dá à estrela o brilho avermelhado típico de estrelas de classe M. A fotosfera de Beta Pegasi é suficientemente fria para permitir a formação de moléculas de óxido de titânio.
Beta Pegasi é uma variável semirregular com um período de 43,3 dias e um brilho que varia entre magnitude +2,31 e +2,74. Está perdendo massa a uma taxa de até 10–8 vezes a massa solar por ano, o que está criando uma camada de gás e poeira com um raio de cerca de 3 500 vezes o raio solar (16 UA).